# Элафониси
Элафониси (греч. Ελαφονήσι, буквально — «Олений остров») — необитаемый остров в Средиземном море, расположенный у юго-западного побережья Крита. Административно относится к сообществу Вати в общине Кисамос в периферийной единице Ханья в периферии Крит.
Остров удалён от берега всего на 100 метров, так что в отлив при отсутствии волн до Элафониси с Крита можно дойти вброд.
Остров известен расправой турок над греками в Пасхальное воскресенье 24 апреля 1824 года. Погибло более 700 человек, а несколько сотен продано в рабство. В память об этом на высшей точке острова установлена мемориальная доска.
22 февраля 1907 года у берегов Элафониси потерпел кораблекрушение пассажирский теплоход «Императрикс» (SS Imperatrix) компании «Австрийский Ллойд». Погибло 38 человек. У места крушения поставили мемориальный крест и построили маяк. В годы Второй мировой войны маяк был разрушен немцами.